# Jean d'Auzat Bertier
Jean d'Auzat Bertier est un artisan de l'extraction minière du début du XIXe siècle, né le 13 juin 1765 à Brioude (Haute-Loire) et mort le 30 juin 1841 à Brioude.

## Histoire
En 1810, associé à Étienne Paulhac, domicilié à Luzer, commune de Bonnac (Cantal), Jean d'Auzat Bertier demande une concession englobant "les gîtes d'Ouche, Luzer et autres mines à découvrir". Ensuite, Jean d'Auzat Bertier est le découvreur de la mine d'antimoine d'Anzat-le-Luguet (Puy-de-Dôme) en 1814 et la concession lui est accordée le 10 janvier 1821 par ordonnance royale.
Le filon d'antimoine de la mine d'Ouche (Cantal) sur lequel aura lieu la construction proche d'un site d’un four à liquidation lui est aussi concédé. Avec Étienne Paulhac, il fait une demande de concession et finalement en 1826, après un rapport de l'ingénieur des mines Désiré Baudin, une concession minière lui est accordée sur 170 hectares.
Une ordonnance du 19 novembre 1817 donne aussi à Jean Bertier d'Auzat la concession des mines d'antimoine de la Licoulne et de la Bessade, communes d'Ally et de Mercœur, dans le département de la Haute-Loire, sur une étendue de quinze kilomètres carrés.